# Ktyr elegans
Ktyr elegans là một loài ruồi trong họ Asilidae. Ktyr elegans được Lehr miêu tả năm 1972. Loài này phân bố ở vùng Cổ Bắc giới và châu Á.